# فلاديمير فوكوفيتش
فلاديمير فوكوفيتش هو لاعب كرة قدم كندي، ولد في 16 مارس 1989.

## وصلات خارجية
- فلاديمير فوكوفيتش على موقع Soccerway.com (الإنجليزية)
- فلاديمير فوكوفيتش على موقع عالم كرة القدم.نت (الإنجليزية)